# 虚词
虛詞，也称功能词（Function word），泛指沒有完整意義的詞彙，但有語法意義或功能的詞。具有必須依附於實詞或語句，表示語法意義、不能單獨成句，不能單獨作語法成分、不能重疊的特點。

## 虛詞的分類
虚詞一般包含介詞、連接詞、助詞、嘆詞等。
在虛實分類中有兩個比較特殊的詞類就是嘆詞跟擬聲詞，這兩個特殊詞類雖然沒有實際意義，且不是非常精確，但卻可以理解表達的情緒或事物情態成分，也能單獨充當句子，故在分類上比較特殊。

## 古虚词
早在古代人们就开始用虚词来修饰语句，许多文言文中都可以见到虚词，如“有朋自远方来，不亦乐乎？”中的“乎”字。

## 延伸閱讀
- Kordić, Snježana.  [Serbo-Croatian Words on the Border Between Lexicon and Grammar]. Studies in Slavic Linguistics ; 18. Munich: Lincom Europa. 2001: 280. ISBN 3-89586-954-6. LCCN 2005530313. OCLC 47905097. OL 2863539W. CROSBI 426497 （德语）. Summary.

## 參閲
- 实词
- 语法化

## 外部連結
- Short list of 225 English function words （页面存档备份，存于）